# Laurence Fouquet
Laurence Fouquet, née à Elbeuf le 23 novembre 1952, est une écrivain et poète vaudoise.

## Biographie
Originaire d'Avenches, Laurence est l'auteur, sous le pseudonyme de Ralph Crépeau, de Sur fond de sang (1980). Poète, elle a publié en 1983 un recueil intitulé Amour, à mort. 
Elle est membre de la Société suisse des écrivains et de l'Association vaudoise des écrivaines et écrivains.

## Sources
- « Laurence Fouquet », sur la base de données des personnalités vaudoises sur la plateforme « Patrinum » de la Bibliothèque cantonale et universitaire de Lausanne.
- Anne-Lise Delacrétaz, Daniel Maggetti, Écrivaines et écrivains d'aujourd'hui, p. 117
- A D S - Autorinnen und Autoren der Schweiz - Autrices et Auteurs de Suisse - Autrici ed Autori della Svizzera